# Phasenregelschleife
Eine Phasenregelschleife (PLL, nach englisch phase-locked loop) ist ein Regelkreis mit einem gesteuerten Oszillator, dessen Phase der eines äußeren Signals nachgeführt wird. Bei Phasenregelschleifen ist die Abhängigkeit der Stellgröße von der Regelabweichung – der Phasenverschiebung – periodisch. Die Regelung kann also auf verschiedene relative Phasenlagen „einrasten“, die sich um ganze Vielfache von 2π (360°) unterscheiden. Im eingerasteten Zustand ist die Frequenz des Oszillators die des Referenzsignals.
Anwendungen findet die PLL in der Nachrichten-, Regel- und Messtechnik wie beispielsweise zur Realisierung von Filtern, zur Modulation und Demodulation, in digitalen Kommunikationssystemen zur Taktrückgewinnung und Synchronisation.

## Geschichte
Erste Erwähnungen von analogen Phasenregelschleifen finden sich in britischen Arbeiten aus den frühen 1920er Jahren. Die Schaltungen wurden mit Elektronenröhren realisiert und dienten in Folgejahren als Schaltungsteil in der damals aufkommenden Funktechnik und wurden unter anderem in Überlagerungsempfängern eingesetzt. Ziel war dabei die Minimierung der notwendigen Abstimmkreise und deren Stabilisierung im Betrieb.
Wichtige Arbeiten zu den Grundlagen, ausgehend von der Theorie zu rückgekoppelten Verstärkern, lieferten in den 1930er Jahren die Arbeiten von Hendrik Wade Bode mit dem Bode-Diagramm und Harry Nyquist mit dem Stabilitätskriterium von Nyquist. Darauf basierend wurden Phasenregelschleifen zunehmend auch in der Regelungstechnik zum Steuern von Aktoren wie Servomotoren verwendet. Bereits Anfang der 1950er Jahre wurden Phasenregelkreise zur Horizontalsynchronisation von Fernsehgeräten verwendet, und es wurden erste Phasenregelschleifen zum Empfang der aufkommenden UKW-Radioprogramme im Rahmen der Frequenzdemodulation eingesetzt. Es folgten Anwendungen im Bereich der Fernsehtechnik, insbesondere im Bereich des Farbfernsehens nach der NTSC-Fernsehnorm.

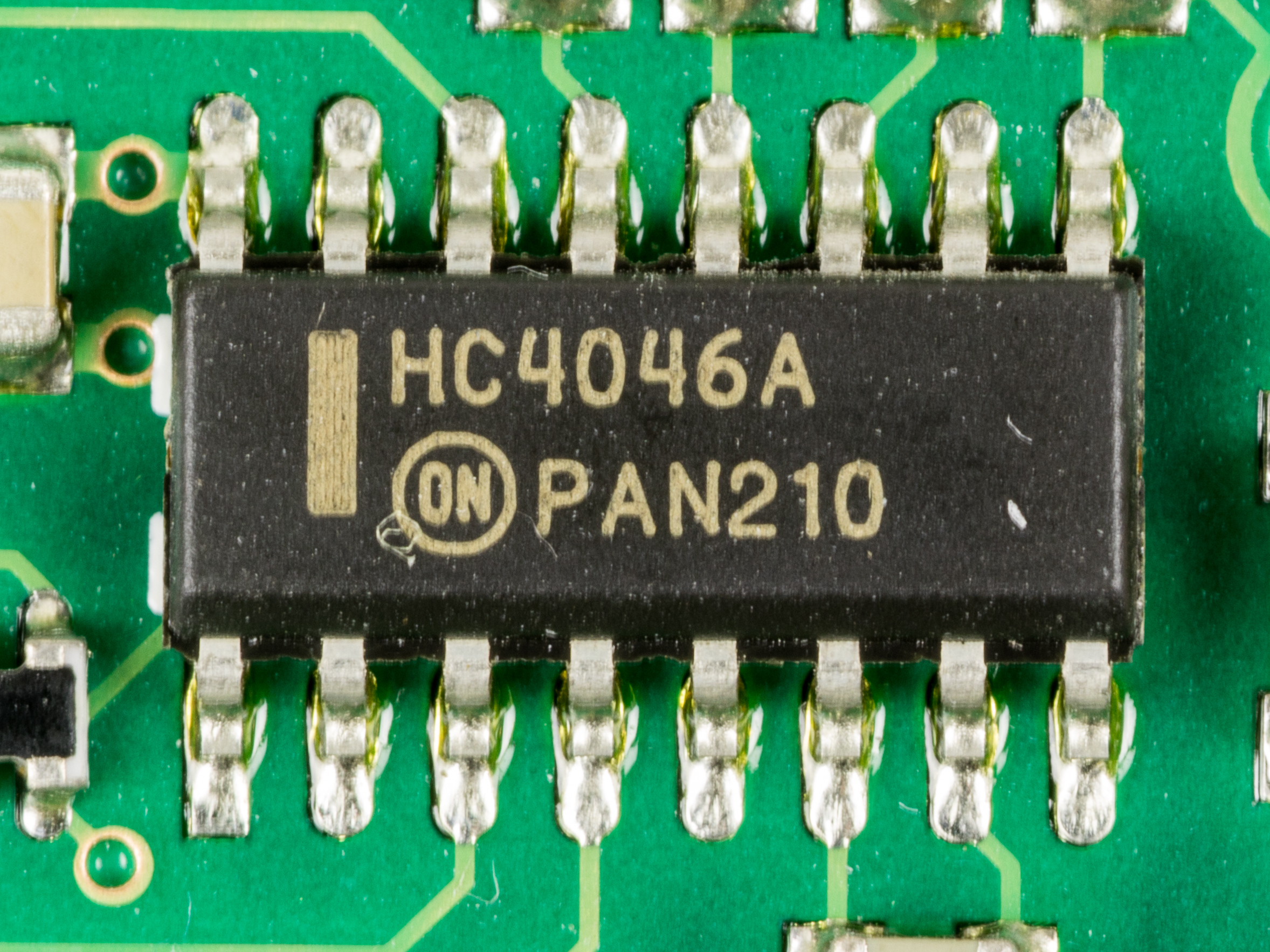
ON Semiconductor HC4046A

Mitte der 1960er Jahre setzte eine starke Verbreitung der PLL im Bereich der Konsumelektronik wie den Radio- und Fernsehgeräten ein. Die in der Anfangszeit diskret realisierten analogen Regelschleifen wurden zunehmend in integrierten Schaltungen (IC) zusammengefasst und von Firmen wie Signetics als fertige Bauelemente angeboten. Daraus entwickelten sich im Elektroniksektor populäre Phasenregelschleifen, wie die von RCA entwickelte PLL-Schaltung 74 4046. Dieser TTL-Schaltkreis wird heute in CMOS-Technik (die schnelle, TTL-kompatible Variante ist der 74HCT4046 und die langsame stromsparendere ist der CD4046) realisiert. Der IC fand große Verbreitung und wird auch noch im Jahr 2025 von verschiedenen Herstellern angeboten.
Anfang der 1980er Jahre wurden die ersten digitalen Phasenregelschleifen entwickelt, die für den Bereich der digitalen Signalverarbeitung und der damit verknüpften Synchronisation von Sender- und Empfangsgeräten wesentlich sind. Phasenregelschleifen wurden auch verschiedenartig im Aufbau modifiziert, wie es beispielsweise die Costas Loop zur Demodulation von digitalen Übertragungen darstellt.

## Aufbau

Aufbau einer Phasenregelschleife

Die einfachste Form einer PLL besteht aus vier Komponenten in einem Regelkreis:
1. Einem Phasenvergleicher, der auch Phasenkomparator oder Phasendetektor genannt wird. Dieser vergleicht an seinen beiden Eingängen die Phasenlage des Eingangssignals Y(s) mit der Phasenlage des gesteuerten Oszillators (die gegebenenfalls durch n geteilt ist) und liefert ein Ausgangssignal E(s) das in der Regelungstechnik auch als Fehlersignal (Error-Signal) bezeichnet wird. Nach einer Filterung wird E(s) zu einem analogen Signal, welches dem Phasenfehler entsprechen soll.
2. Einem Schleifenfilter mit der Übertragungsfunktion F(s), dem das Fehlersignal E(s) zugeführt wird und der an seinem Ausgang das Steuersignal oder Control-Signal C(s) liefert. Das Schleifenfilter ist zusammen mit einem Faktor k der Regler.
3. Einem steuerbaren Oszillator. In analogen Schaltungen meist in Form eines spannungsgesteuerten Oszillators (engl. voltage controlled oscillator, VCO) realisiert, der beispielsweise durch eine Kapazitätsdiode in seiner Frequenz verändert werden kann. Bezüglich der Phase, die es zu regeln gilt, ist ein VCO ein Integralglied Ko/s, denn eine Phase ist das Integral einer Frequenz. Der Faktor Ko=2π*Δfo/ΔUC heißt VCO-Steilheit. Zur vollständigen Modellierung liegt vor diesem Integralglied ein Addierglied, an dem die erwartete Steuerspannung des VCO zu subtrahieren ist. Das Schleifenfilter liefert dann die VCO-Steuerspannung, während sich am Integralglied für den eingeschwungenen statischen Fall die Spannung null einstellt. Das muss so sein, denn ein Integralglied kommt erst zur Ruhe, wenn seine Eingangsgröße null ist. – Bei digitalen PLLs sind numerisch gesteuerte Oszillatoren (engl. numerically controlled oscillator, NCO) üblich. Dieser Oszillator kann über das Steuersignal C(s) in seiner Frequenz, die dem Phasendetektor entweder direkt oder über einen zusätzlichen Frequenzteiler zugeführt wird, in bestimmten Grenzen beeinflusst werden.
4. Einem Frequenzteiler mit dem Teilerfaktor n, der die Ausgangsphase O(s) des Oszillators durch n teilt und so die rückgekoppelte Phase Z(s) an den Phasenvergleicher führt. Die Übertragungsfunktion des Frequenzteilers heißt Z(s)/O(s)= 1/n. Alle Phasen werden aus mathematischen Gründen in der Einheit rad (Radiant) angegeben.

Im eingeschwungenen Zustand ergibt sich mit dieser Anordnung eine Nachführung der Oszillatorfrequenz, so dass die Phase Z(s) der Referenzphase Y(s) folgt. Je nach Anwendungsfall wird als Ausgang der PLL entweder das Fehlersignal E(s), das Steuersignal C(s) oder direkt die vom gesteuerten Oszillator erzeugte Schwingung mit deren Phase O(s) betrachtet. Die drei Grundkomponenten werden je nach Anwendung verschieden ausgewählt und bestimmen das dynamische Betriebsverhalten des Regelkreises.
Als Phasendetektor kommen bei analogen PLLs Analogmultiplizierer zur Anwendung, beispielsweise eine Gilbertzelle, die im Bereich kleiner Fehlerwerte, bei E(s) nahe dem Wert 0, ein angenähert lineares Übertragungsverhalten aufweist. Die Gilbertzelle ist auch bei digitaler Übersteuerung funktional, obwohl sie dadurch zum XOR-Glied wird. Bei digitalen PLLs kommen Exklusiv-Oder-Gatter oder sequentielle Logikschaltungen in Form von Flipflops zur Anwendung. Sehr verbreitet, besonders auch in analogen PLLs, sind Vorwärts-Rückwärtszähler mit 1 bit Speichertiefe, die nicht nur die Phase hochlinear vergleichen, sondern für den Fall, dass die PLL noch nicht eingerastet ist, auch die Schlupfrichtung anzeigen. Durch die Information über die Schlupfrichtung zieht der Regler die VCO-Frequenz so weit heran, dass der Phasenregelkreis einrasten kann. Ohne solch einen Phase-Frequency-Detektor (PFD) ist das Fangen durch langsames Sweepen des VCOs erreichbar. Die Art des Phasendetektors bestimmt also das sogenannte Einrastverhalten der PLL.
Wenn die Eingangsfrequenz in einem unerwünschten Fall neben der durch n geteilten Frequenz des Oszillators bleibt, herrscht permanenter Phasenschlupf mit unruhigem Verhalten. Das PLL-System ist dann nicht eingerastet.

### Ordnung einer PLL
Unter dem Begriff „Ordnung einer PLL“ behandeln einige traditionelle PLL-Bücher die Frage nach dem geeigneten Regler. Eine Ordnungszahl ist hier anders definiert als beim Filter.
Der lineare Schleifenfilter hat unter Einbeziehung des Ripple-Filters auch ein Tiefpassverhalten, aber die Eckfrequenz ist relativ hoch. Zur besseren Übersicht fehlt deshalb in vereinfachten Schaltungen der Kondensator des Ripple-Filters, und der zugehörige Pol spielt zunächst keine Rolle. Auch ein Totzeitglied, wie es im PFD entsteht, bleibt vorerst unberücksichtigt.
Die Übertragungsfunktion der offenen Schleife G(s) (engl. open-loop transfer function) besteht aus dem Produkt der Übertragungsfunktionen, die in der Schleife liegen:
{\displaystyle G(s)={\frac {k\cdot F(s)\cdot K_{O}/n}{s}}}
Speziell für F(s)=1 folgt daraus G(s) =ωAs/s, wobei nun der Zähler ωAs=k·Ko/n einer primären Zielvorgabe für die 0-dB-Bandbreite entspricht, nach der sich k zu richten hat. k ist hier in Volt/rad definiert. ωAs/s bestimmt nun die Hauptasymptote im Bode-Diagramm, die mit −20 dB/Dekade fällt.
Für eine der möglichen Übertragungsfunktion der geschlossenen Regelschleife H(s)= O(s)/Y(s) (engl. closed-loop transfer function) folgt:
{\displaystyle H(s)={\frac {O(s)}{Y(s)}}={\frac {n\cdot G(s)}{1+G(s)}}}
Ein Stück oberhalb von ωAs behält H(s) stets den Amplitudengang −20 dB/Dekade, unabhängig von der Wahl der folgenden Regler.

#### Erste Ordnung
Bei einer PLL erster Ordnung wird als Besonderheit das Fehlersignal E(s) direkt dem gesteuerten Oszillator zugeführt, es gilt also E(s)·k·F(s) =  C(s) mit F(s)=1 und mit einem konstanten Faktor k, der nur eine Verstärkung oder Dämpfung ausdrückt. So ein Proportionalregler mit dem Faktor k, der nur in engen Grenzen frei wählbar ist, muss die VCO-Steuerspannung erzeugen können. Das schafft er für den gewünschten eingeschwungenen Fall nur, wenn der Phasenvergleicher einen Wert liefert, der noch auf seine begrenzte Kennlinie passt. Anderenfalls kann die PLL niemals einrasten. Deshalb hat eine PLL erster Ordnung nur für den Fall eine praktische Bedeutung, dass ein hardwaremäßig vorhandenes Addierglied einen passenden vorher bekannten Wert zu E(s)·k hinzufügt.

#### Zweite Ordnung
Stehen solche Werte nicht zur Verfügung, ist ein Integralregler erforderlich, genauer ein Proportional-Integral-Regler, der dafür sorgt, dass der Fehler E(s) am Phasenvergleicher null werden kann. Diesem Vorteil steht der Nachteil gegenüber, dass das erste Einschwingen langsamer ist und dass bei der Integration wegen eines Kondensators mehr Chipfläche benötigt wird. Zur Stabilisierung der Regelschleife geht der Proportional-Integralregler ab einer bestimmten Frequenz in das Verhalten eines Proportionalreglers über. Das ist der PI-Regler F(s) =1+ωPI/s, wie er in einer sogenannten PLL zweiter Ordnung zum Einsatz kommt. ωPI muss kleiner ωAs sein. Da F(s) nun für Frequenzen größer ωPI wieder die Verstärkung 1 annimmt, behält G(s) seinen 0-dB-Durchgang nahe der gewünschten Bandbreite ωAs, wobei wieder der 0-dB-Schnittpunkt der Hauptasymptote im Bode-Diagramm Maßstab ist. Durch das PI-Glied kommt eine nun doppelt so steile Asymptote hinzu, welche die Hauptasymptote bei ωPI schneidet und die 0-dB-Achse bei ωn =ωAs/(2*ζ). Hierbei sind Dämpfungsfaktor ζ und Eigenfrequenz ωn Elemente eines Polynoms zweiter Ordnung, welches sich im Nenner von H(s) ergibt.
Um den primären Entwurfsparameter ωAs bei allen weiteren Betrachtungen zu bewahren und um eine Zielvorgabe nicht aus den Augen zu verlieren, ist es vorteilhaft, ωn in weiteren Gleichungen zu eliminieren mit ωn =ωAs/(2*ζ).

#### Dritte Ordnung
Wer die Definition der Ordnungszahl einfach halten will, kann sich auf die Zahl der Integralglieder beschränken, die in der Schleife liegen. Befindet sich beispielsweise vor dem PI-Regler noch ein PI-Regler, resultiert eine PLL dritter Ordnung mit folgender Übertragungsfunktion der offenen Schleife:
{\displaystyle G(s)={\frac {\omega _{As}}{s}}\cdot \left(1+{\frac {\omega _{PI}}{s}}\right)^{2}}
Nach dem allgemeinen Nyquistkriterium ist das System stabil. Der erste PI-Regler nimmt im eingeschwungenen statischen Fall an Eingang und Ausgang den Wert null ein. PLLs dritter Ordnung ermöglichen es, Phasenfehler bei konstanter Chirprate zu verkleinern.
In den unten angegebenen Literaturquellen werden die verschiedenartigen Typen von PLLs je nach Ordnung und innerhalb einer Ordnung in unterschiedlichen Typen klassifiziert und tabelliert.

### Betriebsbereiche

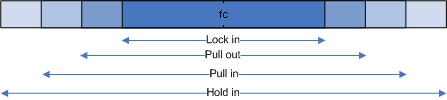
Betriebsbereiche einer PLL

Die Abweichung der Eingangsfrequenz von der von dem steuerbaren Oszillator erzeugten Frequenz fc beschreibt verschiedene Betriebsbereiche einer PLL, die für das Verhalten des Regelkreises wesentlich sind.
Es wird dabei zwischen dem eingerasteten Betriebsbereich (engl. lock) der PLL, in dem stabiles Regelverhalten vorliegt, dem Einrastverhalten, wo die Regelschleife möglicherweise in den eingerasteten stabilen Betriebszustand übergeht, und dem nicht eingerasteten, freilaufenden Betriebszustand unterschieden.
In nebenstehender Grafik sind die vier wesentlichen Betriebsbereiche angegeben, wobei die Abweichung der Eingangsfrequenz durch eine horizontale, symmetrische Abweichung von der zentrischen Lokalfrequenz fc symbolisiert ist. Die genauen Grenzwerte hängen von der Art des Phasendetektors und des Schleifenfilters ab. Die Bereiche bedeuten:
1. Haltebereich (engl. hold-in range): Ist der größte Bereich, die eingerastete Phasenregelschleife kann in diesem Bereich bei langsamer und nicht sprunghafter Änderung der Eingangsfrequenz folgen. In diesem Fall liegt Regelverhalten vor.
2. Ziehbereich (engl. pull-in range): In diesem Bereich kann die PLL aus dem nicht eingerasteten Zustand nur mit Überspringen einer oder mehrerer Perioden in den eingerasteten Zustand überwechseln.
3. Ausrastbereich (engl. pull-out range): Bei Anlegen eines Frequenzsprunges am Eingang an die eingerastete PLL kann sie in diesem Bereich ohne Überspringen einer Periode folgen. Auch in diesem Fall liegt Regelverhalten vor.
4. Fangbereich (engl. lock-in range): In diesem Bereich kann die PLL aus dem nicht eingerasteten Zustand direkt ohne Überspringen einer Periode in den eingerasteten Zustand überwechseln. Dieser Bereich ist der schmalste Bereich um die Oszillatorfrequenz.

Außerhalb des Haltebereichs liegt der nicht stabile freilaufende Betrieb vor, in dem weder ein Einrasten noch ein Halten eines zuvor erfolgten eingerasteten Betriebs möglich ist.

### Digitale PLL
Phasenregelschleifen können im Rahmen der digitalen Signalverarbeitung auch als sogenannte digitale PLL, abgekürzt DPLL, realisiert werden. Wesentlich dabei ist der Übergang von einem zeitkontinuierlichen System zu einem zeitdiskreten System, und an die Stelle der kontinuierlichen Laplace-Transformation zur Analyse tritt die diskrete Z-Transformation. Ein Vorteil von DPLLs besteht in der leichteren Reproduzierbarkeit.
Die Klassifizierung, ab welchem Umfang eine PLL als DPLL zu werten ist, ist in der Literatur nicht einheitlich. So kann nur ein Teil der PLL, beispielsweise nur das Schleifenfilter, als Digitalfilter realisiert werden. Typischerweise werden dabei die Entwurfsmethoden einer analogen PLL als Grundlage für die DPLL verwendet. Bei All-DPLLs wird die komplette Regelschleife inklusive NCO in digitalen Schaltungen aufgebaut.
Sogenannte Software-PLLs, die die Regelschleife als ein sequentielles Programm in einem digitalen Signalprozessor realisieren und meist bei niedrigen Frequenzen Anwendung finden, zählen ebenfalls zu dem Bereich der DPLLs. Bei Software-PLLs werden auch komplexe Phasendetektoren basierend auf der Hilbert-Transformation eingesetzt.

## Unterschiede gegenüber anderen Oszillatorbauweisen

### Vorteile
- Obwohl die erzeugte Frequenz (in Stufen) variiert werden kann, besitzt sie die gleiche relative (Langzeit-)Stabilität wie der Referenzoszillator, der auf einer festen Frequenz arbeiten und daher sehr frequenzstabil sein kann.

### Nachteile
- Erhöhter technischer Aufwand im Vergleich zu anderen Oszillatorschaltungen.

## Anwendungen
PLLs umfassen ein breites Anwendungsgebiet und im folgenden Abschnitt sind beispielhaft einige Anwendungsbereiche beschrieben.

### PLL als Nachlauffilter
Betrachtet man Frequenz und Phase des Referenzsignals als Eingangsgröße und das Oszillatorsignal als Ausgangsgröße, so verhält sich die beschriebene Anordnung ähnlich wie ein elektrischer Bandpass, wobei die Übertragungseigenschaften im Wesentlichen durch die Dimensionierung des Schleifenfilters festgelegt sind. Von besonderer Bedeutung bei der Anwendung der PLL als Bandpassfilter ist die Tatsache, dass dabei eine automatische Nachführung auf die Frequenz des Eingangssignals erfolgt. Gleichzeitig besteht bei dieser Anordnung die Möglichkeit, sehr kleine Nachführbandbreiten zu realisieren. Sie eignet sich daher in besonderem Maße zur Regeneration von verrauschten Signalen veränderlicher Frequenz.

### PLL als Demodulator und Modulator
Mit dem Referenzsignal als Eingangsgröße und der Oszillator-Stellspannung als Ausgangsgröße eignet sich die PLL zur Anwendung als FM-Demodulator, solange die Modulationsfrequenz kleiner als die Nachführbandbreite bleibt. Die oben beschriebene Filterwirkung der PLL bleibt dabei erhalten, so dass auch noch extrem gestörte Signale demoduliert werden können.
Benutzt man die Ausgangsspannung des Phasendetektors als Ausgangssignal, dann lässt sich die PLL als Demodulator für phasenmodulierte Signale einsetzen. In diesem Fall muss die Nachführbandbreite kleiner als die niedrigste Modulationsfrequenz gewählt werden. PLL-basierte Phasendemodulatoren hatten in der Ära der analogen Signalverarbeitung zeitweise Bedeutung in der Satellitenkommunikation erlangt.
Analog zu den Funktionen als Demodulator lässt sich die PLL als PM- und FM-Modulator einsetzen. Ein PLL-System kann mit einem wählbaren Hub frequenzmoduliert betrieben werden. Aber ohne kompensatorische Maßnahmen ist die Modulation durch das System gefiltert.

### Frequenzsynthese

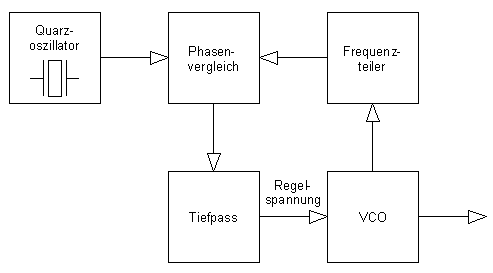
Prinzipschaltung eines PLL-Regelkreises

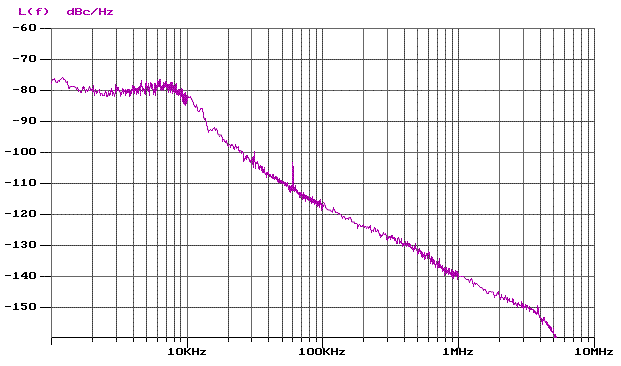
Phasenrauschen eines PLL-Oszillators im KW-Bereich. Bei einem Quarzoszillator wäre die entsprechende Kennlinie eine fast vertikale Linie am linken Bildrand.

Ein Anwendungsbereich der PLL ist die Frequenzsynthese. Das nebenstehende Bild zeigt ein Blockschaltbild eines PLL-basierten Frequenzsynthesizers. Ein VCO (spannungsgesteuerter Oszillator) erzeugt das Ausgangssignal. Im Rückführungszweig der PLL ist ein Frequenzteiler vorgesehen, der die VCO-Frequenz vor dem Phasendetektor um einen einstellbaren Faktor herunterteilt. Das Referenzsignal der PLL wird typischerweise von einem genauen und stabilen Quarzoszillator bereitgestellt.
Im eingerasteten Zustand wird der VCO auf eine Frequenz geregelt, die um den Teilerfaktor größer ist als die Frequenz des Referenzsignals. Durch Ändern des Teilerfaktors lässt sich somit die Frequenz des VCOs auf genau ganzzahlige Vielfache der Referenzfrequenz einstellen. Ein wesentlicher Aspekt dabei ist, dass die Genauigkeit und Stabilität der festen Referenzfrequenz auch für die einstellbare Ausgangsfrequenz gelten.
Die beschriebene Anordnung lässt sich mit den heute verfügbaren Bauteilen zu geringen Kosten auf kleinstem Raum aufbauen und findet beispielsweise in Mobiltelefonen, Radios, Fernsehtunern und Funkgeräten massenhafte Anwendung. Typische Ausgangsfrequenzen liegen hier bei einigen hundert MHz, typische Referenzfrequenzen bei einigen 100 kHz. Frequenzteiler und Phasendetektor sind dabei meist in einer integrierten Schaltung realisiert, während der VCO und das Schleifenfilter oft diskret aufgebaut werden.
Wichtige Aspekte beim Entwurf eines PLL-Frequenzsynthesizers sind die spektrale Reinheit des Ausgangssignals, die Frequenzauflösung und die für eine Frequenzänderung benötigte Einrastzeit. Die spektrale Reinheit wird wesentlich von den Eigenschaften des VCOs, aber auch von den Rauscheigenschaften der übrigen Komponenten sowie von einem zweckmäßigen Aufbau (Abschirmung, Filterung) bestimmt.
Die Frequenzauflösung ist beim oben beschriebenen System gleich groß wie die Referenzfrequenz. Die Einrastzeit hängt wesentlich von der Regelbandbreite ab, die aber nicht frei wählbar ist, sondern im Hinblick auf die benutzte Referenzfrequenz und die spektrale Reinheit des Ausgangssignals optimiert werden muss. Bei der Dimensionierung praktischer Systeme zeigt sich, dass eine hohe Frequenzauflösung im Widerspruch zu den Forderungen nach spektraler Reinheit und kurzer Einrastzeit steht.
Dieser Widerspruch ist durch Verwendung eines Frequenzteilers, der die VCO-Frequenz durch gebrochene Faktoren dividiert, auflösbar. Dazu muss der Teilfaktor zeitlich so variiert werden, dass sich im Mittel der gewünschte gebrochene Einstellwert ergibt. Am Ausgang des Phasendetektors entsteht dabei allerdings eine Störgröße, die mit geeigneten Gegenmaßnahmen kompensiert oder gefiltert werden muss (zum Beispiel Delta-Sigma-Verfahren). Mit derart aufgebauten PLL-Synthesizern lassen sich beliebig feine Frequenzauflösungen bei gleichzeitig kürzesten Einrastzeiten und sehr hoher spektraler Reinheit realisieren.

### Nachrichtentechnik, Messtechnik
PLLs eignen sich zur Erzeugung von stabilen Frequenzen bis in den GHz-Bereich (Funktechnik), Erzeugung von programmierbaren Frequenzen, Erzeugung von hochfrequenten Takten für Rechner sowie Synthesizer-Tuner, da mit Hilfe dieser Schaltungstechnik ein sehr exaktes Anwählen bzw. Ansteuern von Frequenzen möglich ist. Einerseits ist es möglich, mit einer festen Referenzfrequenz (Quarz-Oszillator) und einem variablen Feedback-Frequenzteiler eine präzise Ausgangsfrequenz zu erzeugen, was dem genannten Synthesizer-Prinzip entspricht. Andererseits kann man eine variable Frequenz mittels fest eingestelltem Feedback-Frequenzteiler mit einem fixen Faktor multiplizieren.
Neben der Anwendung als Frequenzerzeuger werden PLL-Schaltungen vor allem zur Demodulation von frequenz- oder phasenmodulierten Signalen, für Taktsynchronisation und Taktrückgewinnung eingesetzt.
Je nachdem, für welche Anwendung die PLL verwendet wird, unterscheidet sich auch, wo das Ausgangssignal abgegriffen wird. Die Frequenz des Oszillators wird zum Beispiel bei Frequenz-Modulatoren verwendet, bei der Verwendung als Demodulator eines FM-Signals die Abstimmspannung des VCO.

### Taktrückgewinnung
Einige Datenströme, besonders serielle, synchrone Datenströme (wie zum Beispiel der Datenstrom des Magnetlesekopfes einer Festplatte), werden ohne getrenntes Taktsignal gesendet bzw. aus dem Speichermedium ausgelesen. Zur Taktrückgewinnung aus dem empfangenen Signal ist eine spezielle Leitungscodierung der zu übertragenden Nutzdaten notwendig, wie das beispielsweise der Manchester-Code darstellt.

### Taktsynchronisation
Wenn parallel mit dem Datenstrom ein Takt gesendet wurde, muss dieser wiederaufbereitet werden, bevor er zur Verarbeitung der Daten genutzt werden kann. Das kostet jedoch einige Zeit, so dass Takt und Daten zunächst nicht mehr synchron zueinander sind. Die PLL sorgt dafür, dass der wiederaufbereitete Takt und der ursprüngliche Takt (und somit die Daten) wieder synchron sind.

### Energietechnik
Eine PLL wird auch verwendet, um bei aktiven Systemen zur Leistungsfaktorkorrektur die Phasenlage aus den Außenleiterspannungen zu gewinnen. Mit Hilfe des Phasenwinkels kann eine Regelung vorgenommen werden, die dafür sorgt, dass die Außenleiterströme die gleiche Phasenlage wie die Phasenspannungen haben. Damit kann der Grundschwingungsleistungsfaktor auf Werte knapp unter 1 gebracht werden und das Leitungsnetz wird nicht mit Blindleistung belastet.

## Erweiterungen
Eine Delay-Locked Loop (DLL) ist ähnlich wie eine PLL aufgebaut, weist aber keinen eigenen Oszillator auf und arbeitet stattdessen mit einem einstellbaren Laufzeitglied. Im Bereich der digitalen Frequenzsynthese spielt das Element der Direct Digital Synthesis (DDS) eine Rolle, die im Rahmen einer digitalen PLL als NCO Anwendung findet. Die Frequency Locked Loop (FLL) weist einen modifizierten Diskriminator auf und wird in der Literatur zur Gruppe der PLLs gezählt.